# Garovaglia crispa
Garovaglia crispa är en bladmossart som beskrevs av Brotherus 1906. Garovaglia crispa ingår i släktet Garovaglia och familjen Pterobryaceae. Inga underarter finns listade i Catalogue of Life.